# Opius uligiloci
Opius uligiloci är en stekelart som beskrevs av Fischer 2006. Opius uligiloci ingår i släktet Opius och familjen bracksteklar. Inga underarter finns listade i Catalogue of Life.